# Włodzimierz Krygier

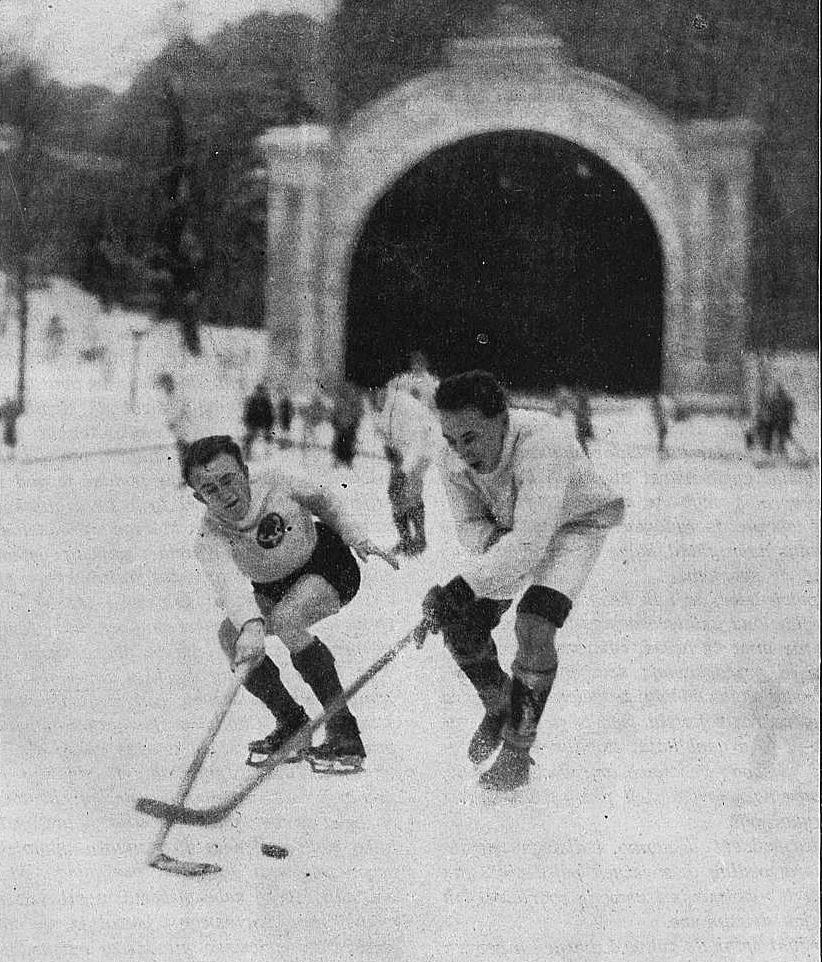
Włodzimierz Krygier (1926)

Włodzimierz Karol Krygier (* 29. Januar 1900 in Jekaterinoslaw, Russisches Kaiserreich; † 17. September 1975 in London, Vereinigtes Königreich) war ein polnischer Eishockey- und Fußballspieler.

## Karriere
Włodzimierz Krygier studierte Rechtswissenschaft und war anschließend als Anwalt tätig. Als Fußballspieler lief er in Polen von 1920 bis 1923 für AZS Warschau und anschließend sechs Jahre lang für den Stadtnachbarn Polonia Warschau auf. Im Eishockey gewann er in den Jahren 1929 und 1930 mit AZS Warschau jeweils den polnischen Meistertitel. Im Anschluss an den Zweiten Weltkrieg wanderte er nach London aus.

### International
Für die polnische Eishockeynationalmannschaft nahm Krygier an den Olympischen Winterspielen 1928 in St. Moritz und 1932 in Lake Placid teil. Bei der Europameisterschaft 1929 gewann er mit seinem Land die Silbermedaille. Ebenfalls die Silbermedaille der Europameisterschaftswertung erhielt er mit Polen bei der Weltmeisterschaft 1931, als die Europameisterschaft Bestandteil der WM war. Insgesamt bestritt er 35 Länderspiele, in denen er vier Tore erzielte.

## Erfolge und Auszeichnungen
- 1929 Polnischer Meister mit AZS Warschau
- 1930 Polnischer Meister mit AZS Warschau

### International
- 1929 Silbermedaille bei der Europameisterschaft
- 1931 Silbermedaille bei der Europameisterschaft